# 2015年地中海難民船船難
2015年地中海難民船船難，是指2015年4月13日至20日，發生於地中海間的五起船難。五艘載著約2000名的非法移民船隻先後翻覆沉沒，合計有1200人死亡。第一起船難發生於4月13日，接著在16日、19日，以及20日也接連發生死亡事故。